# Desconcentración (administración)
La desconcentración, es una técnica administrativa que consiste en el traspaso de la titularidad o el ejercicio de una competencia que las normas le atribuyan como propia a un órgano administrativo en otro órgano de la misma administración pública jerárquicamente dependiente. 
La propia norma que atribuya la competencia habrá de prever los requisitos y términos de la desconcentración así como la propia posibilidad de su ejercicio. Requiere para su eficacia la publicación en el Boletín Oficial que corresponda. La desconcentración se realizará siempre entre órganos jerárquicamente dependientes y en sentido descendente. El hecho de que se transfiera la titularidad y no únicamente su ejercicio (como es el caso de la delegación de competencias) implica que el órgano que recibe la competencia la ejerce como propia.
En virtud de la desconcentración, una unidad organizativa puede realizar una o ambas de las siguientes acciones. Por una parte, crear órganos para ubicarlos fuera del lugar sede del organismo, sin afectar la unidad organizativa. A esto se denomina desconcentración orgánica. Por otra parte, delegar o reasignar atribuciones desde un órgano que los concentra hacia otro u otros órganos de la misma unidad organizativa. A esto se denomina desconcentración funcional.